# Wakonda Beach
Wakonda Beach az Amerikai Egyesült Államok északnyugati részén, Oregon állam Lincoln megyéjében elhelyezkedő önkormányzat nélküli település.
Itt található a Wakonda Beach-i állami repülőtér.